# 廁增五
廁增五（天兔座θ）拉丁化的名字來自θLeporis，是一顆孤獨的恆星。這顆白色的恆星，位於南天星座的天兔座。它的視星等為4.67等，使其明亮到可以用肉眼觀看。基於從地球量測的每年18.88mas的視差，該系統位於距離太陽大約173光年之處。這顆恆星大約在160萬年前最接近太陽，當時它位於太陽的29光年（9.0秒差距）範圍內。
這是一顆普通的A型主序星，恆星分類為A0V， 年齡約2.07億年。它以207公里/秒的投影自轉速度快速旋轉。這使這顆恆星具有扁球的形狀，估計赤道隆起比極半徑大10%。估計它的質量為2.35太陽質量，來自光球的光度是太陽光度的41倍，表面的有效溫度為10,453k。